# Кълбо (гимнастика)
 Тази статия е за гимнастическото упражнение.  За пространствената фигура вижте Сфера#Кълбо.  
Кълбо, още търкаляне или превъртане, е най-основното умение в гимнастиката, при което бедрата преминават над главата и тялото се завърта на 360 градуса. Кълбото е подобно на салтото по това, че представлява пълно завъртане на тялото, но въртенето при кълбото обикновено се извършва на земята, докато салтото се прави във въздуха.
Кълбото също така помага за безопасното приземяване след падане.

## Вариации
Съществуват различни вариации на кълбо, но основно то може да се изпълнява напред, назад и настрани.

### Предно кълбо
Превъртането напред е един от най-основните елементи в гимнастиката и едно от първите умения, които трябва да се придобият. То започва от изправено положение, след което гимнастикът прикляква и поставя ръцете си напред, на ширината на раменете. Брадичката се прибира към гърдите, а задната част на главата се поставя на пода. Тялото се отблъсква от пода с крака и се завърта над главата и по дължината на гърба. След завъртането гимнастикът притиска краката си към пода и размахва ръце напред, за да се изправи.
При по-бързи кълбета, с цел избягване нараняване на тила и гръбнака се препоръчва превъртането да се извършва през едно от двете рамена.
Разновидност на предното кълбо е „гмуркането“ (гмуркащо кълбо). То представлява акробатичен трик, който започва със скок за гмуркане, последван от кълбо напред. Счита се за усъвършенствано предно търкаляне, демонстриращо полет и плавно приземяване. Използва се и в други спортове като борба и паркур, за да подсили правилно движението при приземяване.

### Задно кълбо
Задното кълбо е подобно на кълбото напред, но в обратна посока. При него гимнастикът започва в изправено положение, след което прикляква, навеждайки се назад и сядайки на земята. Без да се губи импулса на въртене тялото се отпуска назад и се преобръща по гръб върху раменете. Ръцете се поставят до раменете, силно се натискат в пода, а тялото продължава да се върти над главата. Накрая, когато краката се опрат в пода, гимнастикът се изправя.

### Странично кълбо
Кълбото настрани може да започне, като се легне по гръб или по лице с изпънато тяло. След това гимнастикът се търкаля настрани и прави пълно завъртане на тялото, оставайки успоредно на изпълняващата повърхност. Странично търкаляне може да се извърши и когато гимнастикът прекали с въртенето или загуби равновесие във вертикална, напред или странична посока.